# Atomosphyrus
Atomosphyrus Simon, 1902 è un genere di ragni appartenente alla famiglia Salticidae.

## Distribuzione
Le due specie note di questo genere sono diffuse in Argentina e Cile.

## Tassonomia
Questo genere è stato nominato Atmosphyrus dall'aracnologo Roewer in un suo studio: un evidente lapsus.
A maggio 2010, si compone di due specie:
- Atomosphyrus breyeri Galiano, 1966 — Argentina
- Atomosphyrus tristiculus Simon, 1902[2] — Cile